# Чутівка (колійний пост)
Чу́тівка — пасажирський залізничний колійний пост Луганської дирекції Донецької залізниці.
Розташований біля та села Катеринівка, Попаснянський район, Луганської області на лінії Дебальцеве — Попасна між станціями Попасна (12 км) та Мар'ївка (5 км).
Через військову агресію Росії на сході Україні транспортне сполучення припинене.